# 厝仔福德祠黃連木
24°06′50″N 120°36′53″E / 24.113886°N 120.614725°E
厝仔福德祠黃連木，是一棵位於臺灣臺中市烏日區三和里厝仔福德祠旁的黃連木，被當地人視為神樹，在興建高鐵臺中站特區時獲得原地保留。

## 樹景
高鐵臺中站外西側停車場邊有一隆起的土丘，從高鐵三路人行道設有階梯可往上，上有一棵黃連木與厝仔福德祠。當地三和里里長曾清意表示，這棵樹下的土地公廟，不少村民從小就習慣在此樹下遊戲、拜拜，一直到老年在樹下奕棋、聊天，對老樹和土地公廟的感情深厚。樹下密植草皮，並擺置一香爐，旁設有矮牆防護避免崩塌。
在2016年報導時，黃連木高9公尺、幹圍3.13公尺、樹冠面積80平方公尺，約150歲。樹根曾因開路而樹根受損。該樹為一孤立樹，周遭並無其他大樹可互相遮蔽，地處空曠，易遭受颱風侵害，但主幹仍然相當粗壯雄偉，樹幹上呈現龜甲狀的裂紋。

## 保留
建立高鐵臺中站時，此黃連木與廟的地區因被劃為烏日高鐵特殊區段徵收公共工程第一標範圍，遭到居民反對遷移。居民認為老樹移植不可能存活，並說土地公日後將會庇蔭高鐵平安。
2002年11月26日，高鐵人員欲將樹移植廣停七用地，連同內政部、縣府人員會勘，遭到鄉民代表張正興、兩百多位居民抗議。曾清意就透過立委紀國棟向高鐵公司陳情，希望高鐵部分水電管線工程變更設計繞道而行。2005年10月18日，高鐵包商欲將樹與廟一併拆除，張正興、曾清意等村民聞訊，立即到現場救樹，不准包商施工，經協調，營建署同意待找到合適土地遷移後再動工。為此，高鐵局函文給曾清意，指控他侵占國有財產地。
2006年5月16日，立委紀國棟助理陳健宏、縣議員吳瓊華和高鐵局等實勘後做出結論，廟和樹原地保留，並將黃連木向縣府申請為珍貴老樹。高鐵通車後，商家得知這這座和高鐵相關的厝仔福德祠後，便會來向老樹祈福並在樹上綁紮求財金箔，許多搭高鐵的通勤族也會向福德祠跟老樹拜拜。
樹下的小廟在2009年重建，後建建鐵皮屋頂及圍籬保護。據曾清意表示，有一名負責為高鐵施工的中華工程邱姓工程師，說夢見土地公反映要住新屋，因而主動幫忙。廟內除一尊福德正神像外，兩側還供奉了三顆有如西瓜大小的石頭。
除此棵外，高鐵五路旁的筏子溪堤岸福德祠的榕樹也獲得保留。2012年6月7日，烏日區公所招開說明會，表示高鐵回饋金會用來美化此黃連木與此榕樹。